# Kanton Soissons-Nord
Der Kanton Soissons-Nord war von 1973 bis 2015 ein französischer Wahlkreis im Arrondissement Soissons, im Département Aisne und in der Region Picardie; sein Hauptort war Soissons. Die landesweiten Änderungen in der Zusammensetzung der Kantone brachten zum März 2015 seine Auflösung.
Der Kanton Soissons-Nord war 75,04 km² groß und hatte 22.142 Einwohner (Stand: 2012). 

## Gemeinden
| Gemeinde                 | Einwohner Jahr | Fläche km² | Bevölkerungsdichte | Code INSEE | Postleitzahl |
| ------------------------ | -------------- | ---------- | ------------------ | ---------- | ------------ |
| Chavigny                 | 138 (2013)     | 5,28       | 26 Einw./km²       | 02175      | 02880        |
| Crouy                    | 2.829 (2013)   | 10,38      | 273 Einw./km²      | 02243      | 02880        |
| Cuffies                  | 1.796 (2013)   | 5,02       | 358 Einw./km²      | 02245      | 02880        |
| Juvigny                  | 288 (2013)     | 13,85      | 21 Einw./km²       | 02398      | 02880        |
| Leury                    | 106 (2013)     | 3,69       | 29 Einw./km²       | 02424      | 02880        |
| Pasly                    | 1.013 (2013)   | 3,02       | 335 Einw./km²      | 02593      | 02200        |
| Pommiers                 | 606 (2013)     | 6,69       | 91 Einw./km²       | 02610      | 02200        |
| Soissons                 | 28.472 (2013)  | –          | – Einw./km²        | 02722      | 02200        |
| Vauxrezis                | 334 (2013)     | 6,54       | 51 Einw./km²       | 02767      | 02200        |
| Venizel                  | 1.342 (2013)   | 3,71       | 362 Einw./km²      | 02780      | 02200        |
| Villeneuve-Saint-Germain | 2.512 (2013)   | 4,54       | 553 Einw./km²      | 02805      | 02200        |

## Politik
| Vertreter im conseil général des Départements | Vertreter im conseil général des Départements | Vertreter im conseil général des Départements |
| Amtszeit                                      | Name                                          | Partei                                        |
| --------------------------------------------- | --------------------------------------------- | --------------------------------------------- |
| 2004–2015                                     | Patrick Day                                   | PS                                            |